# 棘鼬鳚
棘鼬鳚（学名：Hoplobrotula armata）为蛇鳚科棘鼬鳚属的鱼类，俗名棘。分布于日本长崎到新潟及千叶县以南以及自山东烟台到东海北部、琉球海沟及南海北部等，属于西北太平洋中大型深海底层鱼类。该物种的模式产地在日本长崎。